# Hori (Bibel)
Hori ist im Alten Testament der Name zweier Personen.

## Etymologie
Der hebräische Name Hori erscheint im Masoretischen Text als חֹרִי ḥorî für den Sohn Lotans (Gen 36,22  und 1 Chr 1,39 ) und חֹורִי ḥôrî für den nur in Num 13,5  erwähnten Vater Schafats. Die Horiter werden stets חֹרִי ḥorî geschrieben. Die Herleitung des Namens ist ungeklärt. Es handelt sich wohl erst sekundär um einen Personennamen und primär um einen Orts- oder Kollektivnamen. Gewöhnlich wird der Namen mit dem Substantiv חֹור ḥôr „Höhle“ in Verbindung gebracht und als „Höhlenbewohner“ übersetzt. Alternativ wird auch die Bedeutung „Edler / Frei(geboren)er“ angegeben. Letzteres favorisiert Horst Seebass.

## Hori, Sohn Lotans
In der Nachkommenliste Esaus in Gen 36  ist Hori ein Sohn Lotans und Enkel Seïrs (Gen 36,22 ). Ein Bruder namens Hemam wird genannt. Seïr wird in Gen 36,20  ohne Bezug zu Esau eingeführt. Hori wird erneut in 1 Chr 1,39  erwähnt.

## Hori, Vater Schafats
In Num 13,5  wird Hori als Vater des Kundschafters Schafat des Stammes Simeon erwähnt.